# 麥金托什縣 (北達科他州)
麥金托什縣（英語：McIntosh County）是美國北達科他州南部的一個縣，南鄰南達科他州。面積2,577平方公里。根据美國2000年人口普查，共有人口3,390人。縣治阿什利（Ashley）。
成立於1883年3月4日。縣名達科他準州議員愛德華·M·麥金托什。